# یواس‌اس پرووایدنس (۱۷۷۶ کشتی بادبان‌دار)
یواس‌اس پرووایدنس (۱۷۷۶ کشتی بادبان‌دار) (به انگلیسی: USS Providence (1776 frigate)) یک کشتی بود که طول آن ۱۲۶ فوت ۶ اینچ (۳۸٫۵۶ متر) بود. این کشتی در سال ۱۷۷۶ ساخته شد.